# Arrivano i Flodder
Arrivano i Flodder (Flodder) è un film del 1986 diretto da Dick Maas.
Film commedia olandese con protagonisti Nelly Frijda, Huub Stapel, René van 't Hof e Tatjana Šimić, uscì nei Paesi Bassi il 17 dicembre 1986.

## Trama
Un giorno i Flodder, che compongono una famiglia un po' "sgangherata" che in precedenza viveva nei pressi di una discarica, vengono trasferiti dal comune in una villa di un quartiere-bene della città: per loro non sarà facile confrontarsi con questa nuova vita da "vip" e soprattutto relazionarsi con i vicini di casa, scandalizzati per il comportamento rozzo e decisamente "fuori dagli schemi" dei nuovi arrivati.

## Produzione
Le riprese del film ebbero luogo ad Etterbeek e a Bruxelles

## Riconoscimenti
- Gouden Kalf 1987 a Dick Maas per la migliore regia[2]

## Sequel e spin-off
Del film sono stati prodotti i due sequel Flodder in Amerika!, del 1992, e Flodder 3, del 1997.
Dal film è stata anche ricavata la serie televisiva dal titolo Flodder (1993-1998).